# فوتبال فوق ستاره بین‌المللی لوکس
فوتبال فوق ستاره بین‌المللی لوکس (به انگلیسی: International Superstar Soccer Deluxe) یک بازی رایانه‌ای و اولین بازی از سری بازی‌های International Superstar Soccer می‌باشد. این بازی در سال ۱۹۹۷ عرضه شده و دومین بازی شبیه ساز فوتبال توسط شرکت کونامی می‌باشد.